# Působnost
Působnost je právní institut, který odpovídá na otázku, co se na koho vztahuje. Působnost a pravomoc tvoří společně úpravu kompetence[ujasnit]. Otázka působnosti patří k nejsložitějším právním otázkám.

## Druhy

### Hmotněprávní
1. Věcná – podle vymezení předmětu právní úpravy.
2. Časová neboli účinnost vyjadřuje čas, v němž má právní norma zavazovat. Každé objektivní právo by mělo mít účinky jen do budoucna (opak je v zásadě nežádoucí retroaktivita) a obvykle na dobu neurčitou. Účinný nemůže být právní předpis, který by nebyl zároveň platný, tj. neexistoval. Právní předpis začíná existovat (platit) svým vyhlášením, v ČR dnem rozeslání příslušné částky Sbírky zákonů. Poté nastává vacatio legis (legisvakance), která slouží k tomu, aby se adresáti právního předpisu (tj. osoby v jeho osobní působnosti) seznámili s jeho obsahem tak, aby okamžitě od nabytí účinnosti mohli podle něj postupovat. Počátek účinnosti je většinou vyjádřen v závěrečných ustanoveních. Není-li, stanoví zákon o Sbírce zákonů, že právní předpis vyhlašovaný ve Sbírce zákonů nabývá účinnosti začátkem 15. dne po jeho vyhlášení. Ostatní právní předpisy nabývají účinnosti okamžikem platnosti, není-li jejich účinnost výslovně odložena. Účinnost nelze zrušit, lze ji jen pozastavit, čemuž se říká sistace. Někdy předpis vyjde z užívání (stane se obsoletním). Zrušením předpisu (derogace nebo abrogace) zaniká jeho platnost. Ani zrušení předpisu nemůže mít zpětné účinky, působí jen do budoucna (ex nunc).
3. Prostorová (územní) – ohraničuje působnost právního předpisu místně. V zásadě žádný suverén nemůže rozšířit působnost svých předpisů mimo území, nad nímž vykonává svrchovanou moc (zásada teritoriality). Stát nemá povinnost uznávat cizí právní jednání, pokud ho k tomu neváže mezinárodní právo. V praxi je tak uznáváno veškeré cizí právní jednání, s výhradou veřejného pořádku.
4. Osobní stanoví, nad kterými osobami může stát vykonávat svou působnosti. Podle zásady teritoriality nad všemi osobami, které se nacházejí na jeho území. Vynětí z osobní působnosti je exempce. Procesní exempce, např. diplomatická a poslanecká, se nazývá imunita (nedotknutelnost).

#### Zásada personality
Mezinárodní právo ale též uznává, že suverén má pravomoc nad svými občany na celém světě (zásada personality). To v anglosaském právu nebylo příliš běžné, ale v poslední době se používání této zásady rozšiřuje, např. ve vztahu ke korupci. Konflikt zásady teritoriality a personality řeší mezinárodní smlouvy. Dále je stát oprávněn stíhat cizince, kteří se v cizině dopustili poškozování jeho zájmů. A nakonec zásady mezinárodní zdvořilosti velí stíhat zločiny cizinců, jichž se dopustili v cizině, pokud jsou zločiny podle mezinárodního práva obyčejového, např. vražda, loupež či penězokazectví (zásada universality). Sem nespadá většina politických zločinů, např. vlastizrada.

#### Zásada teritoriality
Vztahuje se na občany ČR na českém území, trestné činy uvedené v trestním zákoně a exteritoriální místa jako např. lodě nebo letadla s českou vlajkou.

#### Zásada ochrany
Vztahuje se na cizince na cizím území. Viz § 9 trestního zákoníku.